# ۳۶۹۱ سینت بید
سیارک ۳۶۹۱ (به انگلیسی: 3691 Bede، نامگذاری:1982FT) سه هزار و ششصد و نود و یکمین سیارک کشف شده‌است که در ۲۹ مارس ۱۹۸۲ کشف شد.
قدر مطلق سیارک برابر ۱۴٫۹۰ است.